# Macrochirichthys macrochirus
Macrochirichthys macrochirus är en fiskart som först beskrevs av Valenciennes, 1844.  Macrochirichthys macrochirus ingår i släktet Macrochirichthys och familjen karpfiskar. IUCN kategoriserar arten globalt som nära hotad. Inga underarter finns listade i Catalogue of Life.